# サンクトペテルブルク国立鉱山大学
サンクトペテルブルク国立鉱山大学（サンクトペテルブルクこくりつこうざんだいがく、英語: G. V. Plekhanov Saint Petersburg State Mining Institute and Technical University、公用語表記: Санкт-Петербургский государственный горный институт (технический униерситет) имени Г. В. Плеханова）は、サンクトペテルブルクに本部を置くロシアの国立大学。1773年創立、1773年大学設置。大学の略称はСПГГИ。
ロシア最古の技術教育機関であり、ヨーロッパの鉱山学校 (mining school) としても歴史の最も古い学校のひとつである。また博物館として、鉱物や宝石の最高レベルのコレクションを保有し、教育目的で小規模の鉱山設備を有している。

## キャンパス
研究所の建物は、アンドレイ・ヴォロニーヒン の設計で1806年から1811年の間に設計された。建物の装飾を行ったのは Stepan Pimenov、Vasily Demuth-Malinovsky、Michael Scotti らである。

## 歴史
1773年にロシア帝国女帝エカチェリーナ2世によって設立された。はじめ鉱山学校 (Горное училище) と呼ばれ、1804年に Mining Cadet's Corps (Горный кадетский корпус) となり、1833年に鉱山技術部隊 (Институт корпуса горных инженеров)、1866年に鉱山研究所 (Горный институт)となった。
ソビエト連邦時代は、1870年代に研究所のメンバーであったゲオルギー・プレハーノフの名前がつけられ、the G. V. Plekhanov Leningrad State Mining Institute and Technical University となり、1958年から1960年の間は研究所の支所が Vorkuta、Slantsy 夜間学校、Monchegorsk、Kirovsk に設立された。
1869年からロシア鉱物学会 (Russian Mineralogical Society) の本部が置かれている。